# Gatunek saproksyliczny

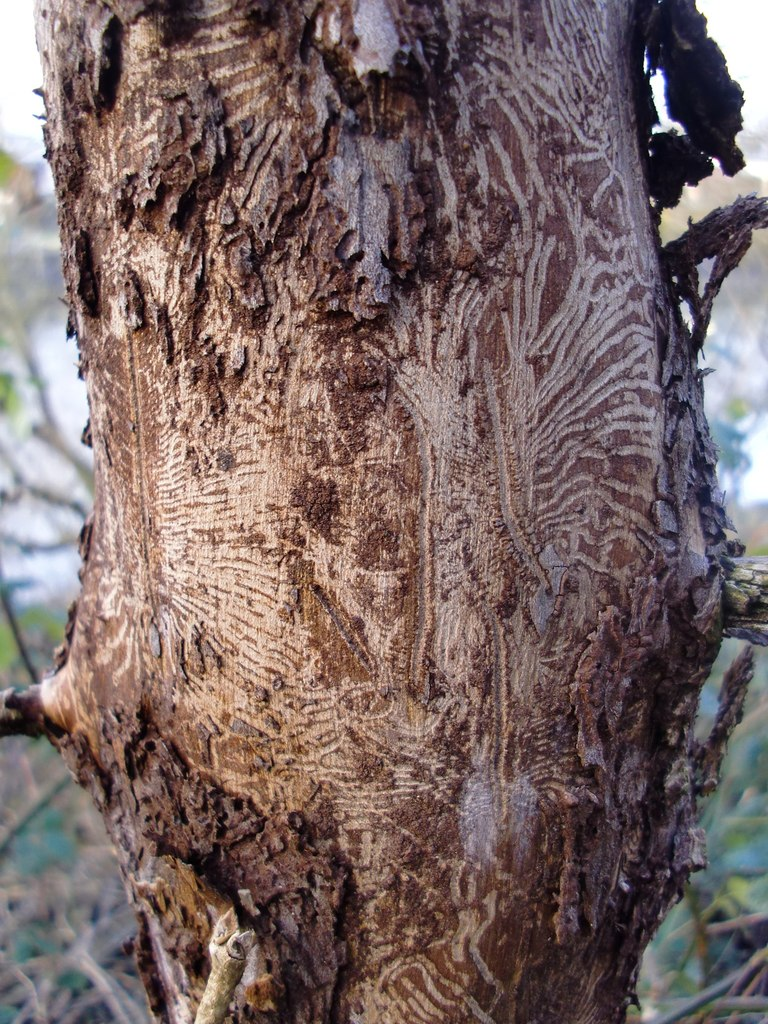
Ślady żerowania ogłodka pod korą

Gatunek saproksyliczny – gatunek bezkręgowca związany z martwym drewnem. 
Do bezkręgowców saproksylicznych zaliczamy gatunki, które wymagają martwego drewna jako środowiska lub jako pożywienia – są to saproksylobionty, jak i gatunki preferujące martwe drewno – saproksylofile.
Gatunki saproksyliczne można podzielić na:
- kambiofagi – żyjące pod korą lub w korze drzew i krzewów,
- saproksylofagi – gatunki odżywiające się drewnem (drewnojady – ksylofagi lub odżywiające się próchnem (próchnojady – kariofagi),
- mykofagi (mikofagi), gatunki odżywiające się grzybami rozwijającymi się na martwym drewnie,
- drapieżcy – gatunki drapieżne z martwym drewnem związane pośrednio: siedlisko lub miejsce pokarmu (inne bezkręgowce),
- parazytoidy – gatunki, których larwy pasożytują na owadach saproksylicznych,
- koprofagi – gatunki odżywiające się odchodami innych gatunków zasiedlających martwe drewno i dziuple,
- nekrofagi – gatunki odżywiające się martwymi zwierzętami lub ich szczątkami, znajdującymi się w dziuplach i próchnie,
- gatunki odżywiające się sokami, wyciekającymi z drzew (głównie miejsc uszkodzonych),
- gatunki wykorzystujące drewno do budowy własnych gniazd (osy)
- gatunki wykorzystujące martwe drewno jako miejsce budowy swoich gniazd (niektóre mrówki i termity),
- gatunki wykorzystujące dziuple jako miejsce zimowania lub letniej hibernacji (np. niektóre chruściki z rodziny Limnephilidae).

Gatunki saproksyliczne żyją także w środowisku wodnym (martwym drewnie zanurzonym w wodzie). W naturalnych ciekach i jeziorach spotyka się dużo leżących w wodzie kłód, pni drzew, detrytusu. Wilgotne, próchniejące drewno występuje też w dziuplach drzew. W wilgotnym drewnie okresowo zalewanym słoną wodą (brzegi mórz) rozwijają się larwy chrząszcza z rodziny zalęszczycowatych – Nacerdes melanura. W wilgotnym próchnie spotykane są muchówki z rodziny bąkowatych.
W strumieniach Europy Środkowej wykazano występowanie 15 obligatoryjnych (ksylobionty) i 22 fakultatywnych (ksylofile) ksylofagów. Wśród obligatoryjnych ksylofagów są: chruścik Lype phaeopa (rodzina Psychomyidae), chrząszcz Potamophilus acuminatus (rodzina Elmidae), muchówka Brillia modesta (rodzina ochotkowate).